# کنکورد (نیویورک)
کنکورد (به انگلیسی: Concord) یک شهرک در ایالات متحده آمریکا است که در ایالت نیویورک واقع شده‌است. کنکورد ۱۸۱٫۵۴ کیلومتر مربع مساحت و ۸٬۴۹۴ نفر جمعیت دارد و ۵۰۵٫۹۷ متر بالاتر از سطح دریا واقع شده‌است.